# Cristina Tomasini
Cristina Tomasini (Rovereto, 22 luglio 1958) è un'ex mezzofondista italiana.

## Biografia
Sorella di Aldo Tomasini, fu campionessa italiana nei 3000 m piani (1977), nei 10000 m piani (1986), mezza maratona (1987) e corsa campestre (1977).
Ha preso parte diverse edizioni del mondiale di corsa campestre, dove nell'individuale vanta come miglior prestazione un quinto posto (1977), mentre sono tre le medaglie a squadre: due argenti (1976 e 1982) ed un bronzo (1981).
In maglia azzurra ha disputato anche un'edizione dei Campionati del mondo di atletica leggera, nel 1987, dove non terminò la propria batteria dei 10000 m piani.
Ha vestito la maglia dell'Unione Sportiva Quercia di Rovereto, ad eccezione della stagione 1982, disputata coi colori della Fiat Sud Formia.

## Palmarès
| Anno | Manifestazione    | Sede       | Evento         | Risultato | Prestazione | Note  |
| ---- | ----------------- | ---------- | -------------- | --------- | ----------- | ----- |
| 1976 | Mondiali di cross | Chepstow   | Corsa seniores | 31ª       | 17'32"      |       |
| 1976 | Mondiali di cross | Chepstow   | A squadre      | Argento   | 59 p.       | [ 4 ] |
| 1977 | Mondiali di cross | Düsseldorf | Corsa seniores | 5ª        | 17'44"      |       |
| 1977 | Mondiali di cross | Düsseldorf | A squadre      |           |             |       |
| 1978 | Mondiali di cross | Glasgow    | Corsa seniores | 35ª       | 18'05"      |       |
| 1978 | Mondiali di cross | Glasgow    | A squadre      |           |             |       |
| 1979 | Mondiali di cross | Limerick   | Corsa seniores | 10ª       | 17'46"      |       |
| 1979 | Mondiali di cross | Limerick   | A squadre      |           |             |       |
| 1980 | Mondiali di cross | Parigi     | Corsa seniores | 12ª       | 16'10"      |       |
| 1980 | Mondiali di cross | Parigi     | A squadre      | 5ª        | 101 p.      |       |
| 1981 | Mondiali di cross | Madrid     | Corsa seniores | 23ª       | 14'57"      |       |
| 1981 | Mondiali di cross | Madrid     | A squadre      | Bronzo    | 89 p.       | [ 6 ] |
| 1982 | Mondiali di cross | Roma       | Corsa seniores | 19ª       | 15'09"6     |       |
| 1982 | Mondiali di cross | Roma       | A squadre      | Argento   | 57 p.       | [ 5 ] |
| 1985 | Mondiali di cross | Lisbona    | Corsa seniores | 50ª       | 16'16"      |       |
| 1985 | Mondiali di cross | Lisbona    | A squadre      |           |             |       |
| 1987 | Mondiali          | Roma       | 10000 m piani  | dnf       | dnf         |       |

## Campionati italiani
- 1 volta campionessa nazionale assoluta dei 3000 metri piani (1977)
- 1 volta campionessa nazionale assoluta dei 10000 metri piani (1986)
- 1 volta campionessa nazionale assoluta di maratonina (1987)
- 1 volta campionessa nazionale assoluta di corsa campestre (1977)

1974
- 6ª ai campionati italiani assoluti, 3000 m piani - 9'52"35

1975
- Bronzo ai campionati italiani assoluti, 3000 m piani - 9'28"0

1976
- Bronzo ai campionati italiani assoluti, 3000 m piani - 9'23"2
- Oro ai campionati italiani juniores di corsa campestre - 12'51"

1977
- Oro ai campionati italiani assoluti, 3000 m piani - 9'12"3
- Oro ai campionati italiani di corsa campestre - 13'46"4

1979
- 5ª ai campionati italiani di corsa campestre - 14'33"

1980
- Argento ai campionati italiani di corsa campestre - 14'23"2

1981
- Bronzo ai campionati italiani assoluti, 3000 m piani - 9'27"78

1982
- Argento ai campionati italiani di corsa campestre - 14'31"

1983
- Argento ai campionati italiani assoluti, 3000 m piani - 9'06"38
- 5ª ai campionati italiani di corsa campestre - 15'50"6

1985
- 4ª ai campionati italiani assoluti, 10000 m piani - 33'58"10
- 4ª ai campionati italiani di corsa campestre - 15'24"9

1986
- Oro ai campionati italiani assoluti, 10000 m piani - 33'12"01
- Argento ai campionati italiani di corsa campestre - 15'45"6

1987
- Oro ai campionati italiani di maratonina - 1h17'20"

## Altre competizioni internazionali
1976
- Oro al Cross di Alà dei Sardi ( Alà dei Sardi)

1977
- 4ª alla Cinque Mulini ( San Vittore Olona) - 18'11"
- Argento al Campaccio ( San Giorgio su Legnano) - 13'43"

1978
- Argento alla Stramilano ( Milano) - 1h19'18"
- 4ª alla Cinque Mulini ( San Vittore Olona) - 18'16"
- Argento al Campaccio ( San Giorgio su Legnano) - 13'01"
- Oro al Cross della Vallagarina ( Villa Lagarina) - 17'37"0
- Bronzo al Cross di Alà dei Sardi ( Alà dei Sardi)

1980
- Argento alla Cinque Mulini ( San Vittore Olona) - 18'41"0
- Oro al Campaccio ( San Giorgio su Legnano) - 13'46"8
- Oro al Cross della Vallagarina ( Villa Lagarina) - 16'08"5

1981
- 5ª al Campaccio ( San Giorgio su Legnano) - 12'57"
- Oro al Cross di Alà dei Sardi ( Alà dei Sardi) - 11'10"4

1982
- Oro al Cross della Vallagarina ( Villa Lagarina)
- Oro al Cross di Alà dei Sardi ( Alà dei Sardi)

1983
- Argento al Cross della Vallagarina ( Villa Lagarina) - 17'18"3
- Oro al Cross di Alà dei Sardi ( Alà dei Sardi) - 11'54"1

1985
- 12ª alla Maratona di New York ( New York) - 2h41'08"
- Oro alla BOclassic ( Bolzano), 4,4 km - 14'54"
- Argento al Cross della Vallagarina ( Villa Lagarina) - 16'48"0
- 4ª al Cross di Alà dei Sardi ( Alà dei Sardi)

1986
- 6ª ai Bislett Games ( Oslo), 10000 m piani - 32'40"22
- Oro al Campaccio ( San Giorgio su Legnano) - 14'26"
- Argento al Cross della Vallagarina ( Villa Lagarina) - 15'38"
- Oro al Cross di Alà dei Sardi ( Alà dei Sardi) - 15'23"5